# Antonius Abtkerk (Bokhoven)
De Antonius Abtkerk is een laatgotische rooms-katholieke kerk te Bokhoven.

## Geschiedenis
Bokhoven werd in 1369 tot zelfstandige parochiekerk verheven. Het patronaatsrecht lag toen in handen van de Abdij van Berne.
Het oudste deel, de toren, dateert uit de 15e eeuw. Later is er een traptoren bijgebouwd. Het gewelf van de toren rust op gebeeldhouwde kraagstenen.
Het schip van de kerk is gebouwd na de brand van 1498, toen de Gelderse troepen het dorp verwoestten. Iets later is de doopkapel gebouwd.
Het eenbeukige schip is voorzien van een dwarspand in 1610. Toen is ook het reeds aanwezige koor vergroot. In 1771 is een rococo stucgewelf boven het schip aangebracht, voorzien van emblemen. In 1835 vond een algehele restauratie van de kerk plaats.
In 1839 werd, mede om inkomsten te vergaren, een bedevaart naar de Heilige Cornelius ingesteld. Van deze heilige zijn enkele relieken aanwezig. In de kerk is voorts een 19e-eeuws bruin Corneliusbeeld dat vroeger gepolychromeerd was, en een staakbeeld uit 1840, dat vroeger in processies werd meegedragen, evenals een staakbeeld van Maria. Na een geleidelijke terugloop werd de laatste processie in 1967 gehouden en in 1971 werd de Broederschap van de Heilige Cornelius opgeheven.
De kerk leed oorlogsschade in 1944, waarbij de torenspits en een deel van het schip werden verwoest. De gelovigen moesten bijgevolg tot 1950 terecht in een noodkerk. Bij het herstel van de kerk (1947-1950) werden de ongelukkige wijzigingen die in 1915 waren doorgevoerd weer tenietgedaan.

## Interieur
Het hoofdaltaar van de kerk is, evenals het orgel, afkomstig uit de Sint-Michaelskerk van Dennenburg. Beide zijn van omstreeks 1700. Het vroegere hoofdaltaar, uit de 18e eeuw, bevindt zich nu in de devotiekapel. Er is een vroeg-19e-eeuwse biechtstoel aanwezig. Er zijn enkele 18e-eeuwse beelden en er is een laatgotisch smeedijzeren hek voor de traptoren en de doopkapel.
Het belangrijkste kunstwerk is het praalgraf van gekleurd marmer voor Engelbert II van Immerzeele en zijn vrouw Hélène de Montmorency. Deze zijn gestorven in 1652 respectievelijk 1649. Het kunstwerk stamt uit 1650 en is van de hand van Artus Quellinus. Hoewel het oorspronkelijk was bedoeld voor de Sint-Pauluskerk te Antwerpen, werd het in 1651 in de kerk van Bokhoven geplaatst.